# Masouratou Djiré Youssouf
Masouratou Djiré Youssouf, née le 11 novembre 1984 à Tiapoum, est une joueuse internationale de basket-ball de Côte d'Ivoire.

## Clubs
- Abidjan Basket Club